# Élections législatives de 2024 dans le Puy-de-Dôme
Les élections législatives françaises de 2024 dans le Puy-de-Dôme se déroulent les 30 juin et 7 juillet 2024. Dans le département, cinq députés sont à élire dans le cadre de cinq circonscriptions, à la suite de la dissolution de l'Assemblée nationale par Emmanuel Macron.
Le choix de cette dissolution est pris après la défaite de la liste Renaissance aux élections européennes qui ont eu lieu le 9 juin 2024.

## Contexte
| Circonscription | RN      | ENS     | PS - PP | LFI     | LR     |
| --------------- | ------- | ------- | ------- | ------- | ------ |
| Circonscription |         |         |         |         |        |
| 1re             | 26,29 % | 14,11 % | 17,36 % | 12,87 % | 7,14 % |
| 2e              | 33,04 % | 13,02 % | 15,09 % | 5,49 %  | 8,17 % |
| 3e              | 23,12 % | 16,61 % | 18,72 % | 7,19 %  | 9,77 % |
| 4e              | 30,24 % | 22,12 % | 14,5 %  | 6,79 %  | 7,32 % |
| 5e              | 35,92 % | 12,1 %  | 12,67 % | 6,23 %  | 6,81 % |

## Système électoral
Les élections législatives ont lieu au scrutin uninominal majoritaire à deux tours dans des circonscriptions uninominales.
Est élu au premier tour le candidat qui réunit la majorité absolue des suffrages exprimés et un nombre de voix au moins égal au quart des électeurs inscrits dans la circonscription, soit 25 %. Si aucun des candidats ne satisfait ces conditions, un second tour est organisé entre les candidats ayant réuni un nombre de voix au moins égal à un huitième des inscrits, soit 12,5 %. Les deux candidats arrivés en tête du 1er tour se maintiennent néanmoins par défaut si un seul ou aucun d'entre eux n'a atteint ce seuil. Au second tour, le candidat arrivé en tête est déclaré élu,.
Le seuil de qualification basé sur un pourcentage du total des inscrits et non des suffrages exprimés rend plus difficile l'accès au second tour lorsque l'abstention est élevée. Le système permet en revanche l'accès au second tour de plus de deux candidats si plusieurs d'entre eux franchissent le seuil de 12,5 % des inscrits. Les candidats en lice au second tour peuvent ainsi être trois, un cas de figure appelé « triangulaire ». Les second tours où s'affrontent quatre candidats, appelés « quadrangulaire » sont également possibles, mais beaucoup plus rares,.

### Partis et nuances
Les résultats des élections sont publiés en France par le ministère de l'Intérieur, qui classe les partis en leur attribuant des nuances politiques. Ces dernières sont décidées par les préfets, qui les attribuent indifféremment de l'étiquette politique déclarée par les candidats, qui peut être celle d'un parti ou une candidature sans étiquette.
Seuls le Parti communiste français (COM), La France insoumise (FI), le Parti socialiste (SOC), le Parti radical de gauche (RDG), Les Écologistes (VEC), Renaissance (RE), le Mouvement démocrate (MDM), Horizons (HOR), l'Union des démocrates et indépendants (UDI), Les Républicains (LR), le Rassemblement national (RN) et Reconquête (REC) se voient attribuer en 2024 des nuances propres. Les coalitions Ensemble et Nouveau front populaire, ainsi que les candidats de l'alliance LR-Ciotti-RN, en bénéficient également indirectement, les nuances Ensemble ! (Majorité présidentielle) (ENS), Union de la gauche (UG) et Union de l'extrême-droite (UXD) étant attribuables aux candidats bénéficiant respectivement du soutien de deux partis du centre, de deux partis de gauche ou de deux partis d'extrême-droite,.
Tous les autres partis se voient attribuer l'une ou l'autre des nuances suivantes : EXG (extrême gauche), DVG (divers gauche), ECO (écologiste), REG (régionaliste), DVC (divers centre), DVD (divers droite), DSV (droite souverainiste) et EXD (extrême droite). Des partis comme Debout la France ou Lutte ouvrière ne disposent ainsi pas de nuances propres, et leurs résultats nationaux ne sont pas publiés séparément par le ministère, car mélangés avec d'autres partis (respectivement dans les nuances DSV et EXG).

## Résultats

### Élus
| Circonscription | Député sortant         | Parti | Parti     | Groupe | Député élu ou réélu    | Parti | Parti     | Groupe  |
| --------------- | ---------------------- | ----- | --------- | ------ | ---------------------- | ----- | --------- | ------- |
| 1re             | Marianne Maximi        |       | LFI - GES | LFI    | Marianne Maximi        |       | LFI - GES | LFI-NFP |
| 2e              | Christine Pirès-Beaune |       | PS        | SOC    | Christine Pirès-Beaune |       | PS        | SOC     |
| 3e              | Laurence Vichnievsky   |       | MoDem     | DEM    | Nicolas Bonnet         |       | LÉ        | ÉcoS    |
| 4e              | Delphine Lingemann     |       | MoDem     | DEM    | Delphine Lingemann     |       | MoDem     | Dem     |
| 5e              | André Chassaigne       |       | PCF       | GDR    | André Chassaigne       |       | PCF       | GDR     |

### Résultats à l'échelle du département

#### Résultats par coalition
| Parti et coalition                          | Parti et coalition                          | Parti et coalition          | Premier tour | Premier tour | Premier tour | Second tour   | Second tour   | Second tour | Total Sièges  | +/-           |  |
| Parti et coalition                          | Parti et coalition                          | Parti et coalition          | Voix         | %            | Sièges       | Voix          | %             | Sièges      | Total Sièges  | +/-           |  |
| ------------------------------------------- | ------------------------------------------- | --------------------------- | ------------ | ------------ | ------------ | ------------- | ------------- | ----------- | ------------- | ------------- |  |
|                                             |                                             | La France insoumise (LFI)   | 39 610       | 12,17        | 0            | 23 772        | 7,49          | 1           | 1             | en stagnation |  |
|                                             | Parti communiste français (PCF)             | 27 137                      | 8,34         | 0            | 38 293       | 12,06         | 1             | 1           | en stagnation |               |  |
|                                             | Parti socialiste (PS)                       | 23 175                      | 7,12         | 0            | 34 546       | 10,88         | 1             | 1           | en stagnation |               |  |
|                                             | Les Écologistes (LÉ)                        | 20 470                      | 6,29         | 0            | 23 816       | 7,50          | 1             | 1           | 1             |               |  |
| Total Nouveau Front populaire (NFP)         | Total Nouveau Front populaire (NFP)         | 110 392                     | 33,91        | 0            | 120 427      | 37,93         | 4             | 4           | 1             |               |  |
|                                             | Rassemblement national (RN)                 | Rassemblement national (RN) | 102 632      | 31,53        | 0            | 118 242       | 37,24         | 0           | 0             | en stagnation |  |
|                                             |                                             | Mouvement démocrate (MoDem) | 36 099       | 11,09        | 0            | 63 905        | 20,13         | 1           | 1             | 1             |  |
|                                             | Renaissance (RE)                            | 19 369                      | 5,95         | 0            |              |               |               | 0           | en stagnation |               |  |
|                                             | Horizons (HOR)                              | 13 156                      | 4,04         | 0            | 14 898       | 4,69          | 0             | 0           | Nv            |               |  |
| Total Ensemble pour la République (ENS)     | Total Ensemble pour la République (ENS)     | 68 624                      | 21,08        | 0            | 78 803       | 24,82         | 1             | 1           | 1             |               |  |
|                                             |                                             | Les Républicains (LR)       | 37 370       | 11,48        | 0            |               |               |             | 0             | en stagnation |  |
| Total Union de la droite et du centre (UDC) | Total Union de la droite et du centre (UDC) | 37 370                      | 11,48        | 0            | 0            | en stagnation |               |             |               |               |  |
|                                             | Lutte ouvrière (LO)                         | Lutte ouvrière (LO)         | 4 381        | 1,35         | 0            | 0             | en stagnation |             |               |               |  |
|                                             | Reconquête (REC)                            | Reconquête (REC)            | 1 787        | 0,55         | 0            | 0             | en stagnation |             |               |               |  |
|                                             | Sans étiquette (SE)                         | Sans étiquette (SE)         | 341          | 0,10         | 0            | 0             | en stagnation |             |               |               |  |
|                                             |                                             |                             |              |              |              |               |               |             |               |               |  |
| Suffrages exprimés                          | Suffrages exprimés                          | Suffrages exprimés          | 325 527      | 97,20        |              | 317 472       | 94,59         |             |               |               |  |
| Votes blancs                                | Votes blancs                                | Votes blancs                | 6 231        | 1,86         | 13 354       | 3,98          |               |             |               |               |  |
| Votes nuls                                  | Votes nuls                                  | Votes nuls                  | 3 148        | 0,94         | 4 796        | 1,43          |               |             |               |               |  |
| Total                                       | Total                                       | Total                       | 334 906      | 100          | 0            | 335 622       | 100           | 5           | 5             | en stagnation |  |
| Abstentions                                 | Abstentions                                 | Abstentions                 | 136 392      | 28,94        |              | 135 583       | 28,77         |             |               |               |  |
| Inscrits/Participation                      | Inscrits/Participation                      | Inscrits/Participation      | 471 298      | 71,06        | 471 205      | 71,23         |               |             |               |               |  |

#### Résultats par nuance
| Nuance                 | Nuance                      | Nuance                 | Premier tour | Premier tour | Premier tour | Second tour | Second tour   | Second tour | Total Sièges | +/-           |  |
| Nuance                 | Nuance                      | Nuance                 | Voix         | %            | Sièges       | Voix        | %             | Sièges      | Total Sièges | +/-           |  |
| ---------------------- | --------------------------- | ---------------------- | ------------ | ------------ | ------------ | ----------- | ------------- | ----------- | ------------ | ------------- |  |
|                        | Union de la gauche          | UG                     | 110 392      | 33,91        | 0            | 120 427     | 37,93         | 4           | 4            | 1             |  |
|                        | Rassemblement national      | RN                     | 102 632      | 31,53        | 0            | 118 242     | 37,24         | 0           | 0            | en stagnation |  |
|                        | Ensemble pour la République | ENS                    | 68 624       | 21,08        | 0            | 78 803      | 24,82         | 1           | 1            | 1             |  |
|                        | Les Républicains            | LR                     | 37 370       | 11,48        | 0            |             |               |             | 0            | en stagnation |  |
|                        | Extrême gauche              | EXG                    | 4 381        | 1,35         | 0            | 0           | en stagnation |             |              |               |  |
|                        | Reconquête                  | REC                    | 1 787        | 0,55         | 0            | 0           | en stagnation |             |              |               |  |
|                        | Divers droite               | DVD                    | 277          | 0,09         | 0            | 0           | en stagnation |             |              |               |  |
|                        | Divers gauche               | DVG                    | 64           | 0,02         | 0            | 0           | en stagnation |             |              |               |  |
|                        |                             |                        |              |              |              |             |               |             |              |               |  |
| Suffrages exprimés     | Suffrages exprimés          | Suffrages exprimés     | 325 527      | 97,20        |              | 317 472     | 94,59         |             |              |               |  |
| Votes blancs           | Votes blancs                | Votes blancs           | 6 231        | 1,86         | 13 354       | 3,98        |               |             |              |               |  |
| Votes nuls             | Votes nuls                  | Votes nuls             | 3 148        | 0,94         | 4 796        | 1,43        |               |             |              |               |  |
| Total                  | Total                       | Total                  | 334 906      | 100          | 0            | 335 622     | 100           | 5           | 5            | en stagnation |  |
| Abstentions            | Abstentions                 | Abstentions            | 136 392      | 28,94        |              | 135 583     | 28,77         |             |              |               |  |
| Inscrits/Participation | Inscrits/Participation      | Inscrits/Participation | 471 298      | 71,06        | 471 205      | 71,23       |               |             |              |               |  |

### Résultats par circonscription

#### Première circonscription
Députée sortante : Marianne Maximi (La France insoumise - Gauche écosocialiste).
| Candidat                 | Candidat                 | Parti et coalition       | Nuance                   | Premier tour | Premier tour | Second tour | Second tour |
| Candidat                 | Candidat                 | Parti et coalition       | Nuance                   | Voix         | %            | Voix        | %           |
| ------------------------ | ------------------------ | ------------------------ | ------------------------ | ------------ | ------------ | ----------- | ----------- |
|                          | Marianne Maximi          | LFI - GES (NFP)          | UG                       | 20 841       | 38,14        | 23 772      | 43,24       |
|                          | Louis Clément            | RN                       | RN                       | 15 025       | 27,50        | 16 311      | 29,67       |
|                          | Hervé Prononce           | HOR (ENS)                | ENS                      | 13 156       | 24,08        | 14 898      | 27,10       |
|                          | Sébastien Galpier        | LR (UDC)                 | LR                       | 4 890        | 8,95         |             |             |
|                          | Dominique Leclair        | LO                       | EXG                      | 733          | 1,34         |             |             |
|                          |                          |                          |                          |              |              |             |             |
| Votes valides            | Votes valides            | Votes valides            | Votes valides            | 54 645       | 97,44        | 54 981      | 97,48       |
| Votes blancs             | Votes blancs             | Votes blancs             | Votes blancs             | 948          | 1,69         | 996         | 1,77        |
| Votes nuls               | Votes nuls               | Votes nuls               | Votes nuls               | 488          | 0,87         | 427         | 0,76        |
| Total                    | Total                    | Total                    | Total                    | 56 081       | 100          | 56 404      | 100         |
| Abstention               | Abstention               | Abstention               | Abstention               | 27 707       | 33,07        | 27 401      | 32,70       |
| Inscrits / participation | Inscrits / participation | Inscrits / participation | Inscrits / participation | 83 788       | 66,93        | 83 805      | 67,30       |

#### Deuxième circonscription
Députée sortante : Christine Pirès-Beaune (Parti socialiste).
| Candidat                 | Candidat                 | Parti et coalition       | Nuance                   | Premier tour | Premier tour | Second tour | Second tour |
| Candidat                 | Candidat                 | Parti et coalition       | Nuance                   | Voix         | %            | Voix        | %           |
| ------------------------ | ------------------------ | ------------------------ | ------------------------ | ------------ | ------------ | ----------- | ----------- |
|                          | Christine Pirès-Beaune   | PS (NFP)                 | UG                       | 23 175       | 36,20        | 34 546      | 56,63       |
|                          | Isabelle Dupré           | RN                       | RN                       | 21 987       | 34,34        | 26 453      | 43,37       |
|                          | Sarah Chauvin            | LR (UDC)                 | LR                       | 9 044        | 14,13        |             |             |
|                          | Jean-Paul Lebrec         | RE (ENS)                 | ENS                      | 8 203        | 12,81        |             |             |
|                          | Franck Truchon           | LO                       | EXG                      | 969          | 1,51         |             |             |
|                          | Marion Godu              | REC                      | REC                      | 645          | 1,01         |             |             |
|                          |                          |                          |                          |              |              |             |             |
| Votes valides            | Votes valides            | Votes valides            | Votes valides            | 64 023       | 97,27        | 60 999      | 92,56       |
| Votes blancs             | Votes blancs             | Votes blancs             | Votes blancs             | 1 202        | 1,83         | 3 587       | 5,44        |
| Votes nuls               | Votes nuls               | Votes nuls               | Votes nuls               | 596          | 0,91         | 1 319       | 2,00        |
| Total                    | Total                    | Total                    | Total                    | 65 821       | 100          | 65 905      | 100         |
| Abstention               | Abstention               | Abstention               | Abstention               | 24 462       | 27,09        | 24 267      | 26,91       |
| Inscrits / participation | Inscrits / participation | Inscrits / participation | Inscrits / participation | 90 283       | 72,91        | 90 172      | 73,09       |

#### Troisième circonscription
Députée sortante : Laurence Vichnievsky (Mouvement démocrate).
| Candidat                 | Candidat                 | Parti et coalition       | Nuance                   | Premier tour | Premier tour | Second tour | Second tour |
| Candidat                 | Candidat                 | Parti et coalition       | Nuance                   | Voix         | %            | Voix        | %           |
| ------------------------ | ------------------------ | ------------------------ | ------------------------ | ------------ | ------------ | ----------- | ----------- |
|                          | Nicolas Bonnet           | LÉ (NFP)                 | UG                       | 20 470       | 31,72        | 23 816      | 37,12       |
|                          | Laurence Vichnievsky     | MoDem (ENS)              | ENS                      | 16 800       | 26,03        | 21 525      | 33,55       |
|                          | Nadine Pers              | RN                       | RN                       | 16 735       | 25,93        | 18 822      | 29,33       |
|                          | Marie-Anne Marchis       | LR (UDC)                 | LR                       | 8 863        | 13,73        |             |             |
|                          | Marie Savre              | LO                       | EXG                      | 759          | 1,18         |             |             |
|                          | Patrick Finotto          | REC                      | REC                      | 573          | 0,89         |             |             |
|                          | Louis Dupic              | SE                       | DVD                      | 277          | 0,43         |             |             |
|                          | René Ondet               | SE                       | DVG                      | 64           | 0,10         |             |             |
|                          |                          |                          |                          |              |              |             |             |
| Votes valides            | Votes valides            | Votes valides            | Votes valides            | 64 541       | 97,41        | 64 163      | 96,93       |
| Votes blancs             | Votes blancs             | Votes blancs             | Votes blancs             | 1 154        | 1,74         | 1 521       | 2,30        |
| Votes nuls               | Votes nuls               | Votes nuls               | Votes nuls               | 562          | 0,85         | 514         | 0,78        |
| Total                    | Total                    | Total                    | Total                    | 66 257       | 100          | 66 198      | 100         |
| Abstention               | Abstention               | Abstention               | Abstention               | 23 937       | 26,54        | 23 993      | 26,60       |
| Inscrits / participation | Inscrits / participation | Inscrits / participation | Inscrits / participation | 90 194       | 73,46        | 90 191      | 73,40       |

#### Quatrième circonscription
Députée sortante : Delphine Lingemann (Mouvement démocrate).
| Candidat                 | Candidat                 | Parti et coalition       | Nuance                   | Premier tour | Premier tour | Second tour | Second tour |
| Candidat                 | Candidat                 | Parti et coalition       | Nuance                   | Voix         | %            | Voix        | %           |
| ------------------------ | ------------------------ | ------------------------ | ------------------------ | ------------ | ------------ | ----------- | ----------- |
|                          | Benjamin Chalus          | RN                       | RN                       | 22 290       | 31,62        | 25 663      | 37,72       |
|                          | Delphine Lingemann       | MoDem (ENS)              | ENS                      | 19 299       | 27,38        | 42 380      | 62,28       |
|                          | Valérie Goléo            | LFI (NFP)                | UG                       | 18 769       | 26,63        | Retrait     | Retrait     |
|                          | Florence Dubessy         | LR (UDC)                 | LR                       | 8 419        | 11,94        |             |             |
|                          | François Marotte         | LO                       | EXG                      | 1 137        | 1,61         |             |             |
|                          | Pascale Sanchez          | REC                      | REC                      | 569          | 0,81         |             |             |
|                          |                          |                          |                          |              |              |             |             |
| Votes valides            | Votes valides            | Votes valides            | Votes valides            | 70 483       | 96,81        | 68 043      | 93,82       |
| Votes blancs             | Votes blancs             | Votes blancs             | Votes blancs             | 1 544        | 2,12         | 3 349       | 4,62        |
| Votes nuls               | Votes nuls               | Votes nuls               | Votes nuls               | 775          | 1,06         | 1 136       | 1,57        |
| Total                    | Total                    | Total                    | Total                    | 72 802       | 100          | 72 528      | 100         |
| Abstention               | Abstention               | Abstention               | Abstention               | 29 179       | 28,61        | 29 452      | 28,88       |
| Inscrits / participation | Inscrits / participation | Inscrits / participation | Inscrits / participation | 101 981      | 71,39        | 101 980     | 71,12       |

#### Cinquième circonscription
Député sortant : André Chassaigne (Parti communiste français).
| Candidat                 | Candidat                 | Parti et coalition       | Nuance                   | Premier tour | Premier tour | Second tour | Second tour |
| Candidat                 | Candidat                 | Parti et coalition       | Nuance                   | Voix         | %            | Voix        | %           |
| ------------------------ | ------------------------ | ------------------------ | ------------------------ | ------------ | ------------ | ----------- | ----------- |
|                          | André Chassaigne         | PCF (NFP)                | UG                       | 27 137       | 37,78        | 38 293      | 55,27       |
|                          | Brigitte Carletto        | RN                       | RN                       | 26 595       | 37,02        | 30 993      | 44,73       |
|                          | Véronique Bastet         | RE (ENS)                 | ENS                      | 11 166       | 15,54        |             |             |
|                          | Yves Courthaliac         | LR (UDC)                 | LR                       | 6 154        | 8,57         |             |             |
|                          | Gabrielle Capron         | LO                       | EXG                      | 783          | 1,09         |             |             |
|                          |                          |                          |                          |              |              |             |             |
| Votes valides            | Votes valides            | Votes valides            | Votes valides            | 71 835       | 97,15        | 69 286      | 92,89       |
| Votes blancs             | Votes blancs             | Votes blancs             | Votes blancs             | 1 383        | 1,87         | 3 901       | 5,23        |
| Votes nuls               | Votes nuls               | Votes nuls               | Votes nuls               | 727          | 0,98         | 1 400       | 1,88        |
| Total                    | Total                    | Total                    | Total                    | 73 945       | 100          | 74 587      | 100         |
| Abstention               | Abstention               | Abstention               | Abstention               | 31 107       | 29,61        | 30 470      | 29,00       |
| Inscrits / participation | Inscrits / participation | Inscrits / participation | Inscrits / participation | 105 052      | 70,39        | 105 057     | 71,00       |